# Marcia Nieuwenhuis
Marcia Nieuwenhuis (11 december 1980) is een Nederlandse onderzoeksjournaliste, politicoloog en schrijfster. 
Nieuwenhuis deed een bachelor Journalistiek met de specialisaties TV en geschreven media (1998 - 2002). Daarna volgde een master Politicologie aan de Universiteit van Amsterdam (2003 - 2006). Jaren later volgde ze data-analyse en datavisualisatie aan de Utrecht Data School van de Universiteit Utrecht (2018 - 2019). Tijdens haar studie Journalistiek volgde ze in 2002 het internationale masterclassprogramma Europe in the World over de positie van Europa in de wereld vanuit cultuurhistorisch perspectief, met nadruk op de moderne geschiedenis.
In 2001 liep Nieuwenhuis stage bij het actualiteitenprogramma EenVandaag als bureauredacteur en verslaggever. Nieuwenhuis verzorgde in 2011 en 2012 gastcolleges aan meerdere hogescholen en universiteiten. Ze was jurylid van de journalistieke prijs De Tegel van januari 2012 tot januari 2015.  In 2012 en 2013 presenteerde zij De Staat van Nederland, voorafgaand aan de verkiezingen. Nieuwenhuis is vaak te gast bij praatprogramma’s op radio- en tv om het nieuws te duiden.
In 2002 begon ze als redacteur en verslaggever op diverse redacties van het Utrechts Nieuwsblad. Vanaf 2003 was ze verantwoordelijk voor het maken van stukken over ambtelijk Den Haag in het politieke magazine PM. Van de start in 2006 tot de opheffing eind 2012 werkte ze voor de gratis krant Dagblad De Pers. Sinds 2013 schrijft zij voor het AD en de regionale dagbladen van DPG Media. Daar was ze lang onder meer verantwoordelijk voor politiek en zorg. Herhaaldelijk schreef ze dan ook over onderwerpen die te maken hadden met de coronacrisis. In januari 2022 stapt ze over van de nieuwsdienst/onderzoeksredactie naar de politieke redactie.   
Bij haar werk maakt ze naast bronnenonderzoek gebruik van de Wet openbaarheid van bestuur (Wob), nu de Wet open overheid (Woo) en van data-journalistiek. 

## Schrijver
In 2012 verscheen haar boek Dubbellevens, waarin 22 mensen werden geportretteerd die een dubbelleven leidden. 

## Erkenning
In 2011 won zij de F.W. Sijthoff Tegel, de jaarlijkse prijs voor de meest getalenteerde journalist. Ze kreeg de prijs voor haar artikel Minaretten: je haat ze of je houdt van ze in de categorie 'Pionier' . Voor het artikel in De Pers debatteerden de Haagse lijsttrekkers Jeltje van Nieuwenhoven (PvdA) en Sietse Fritsma (PVV) met elkaar over hun (politieke) verschillen. 

## Prijs
- De Tegel (2011)